# Le Roi de Lahore
Le Roi de Lahore est un opéra en cinq actes de Jules Massenet, livret de Louis Gallet, créé à l'Opéra de Paris le 27 avril 1877.

## Personnages principaux et distribution
- Alim, roi de Lahore - ténor
- Scindia, son premier ministre - baryton
- Timour, grand prêtre - basse
- Sita, prêtresse du temple d'Indra - soprano : Joséphine de Reszke
- Khaled, jeune esclave - mezzo-soprano
- Indra, Dieu hindou - basse :

## Argument

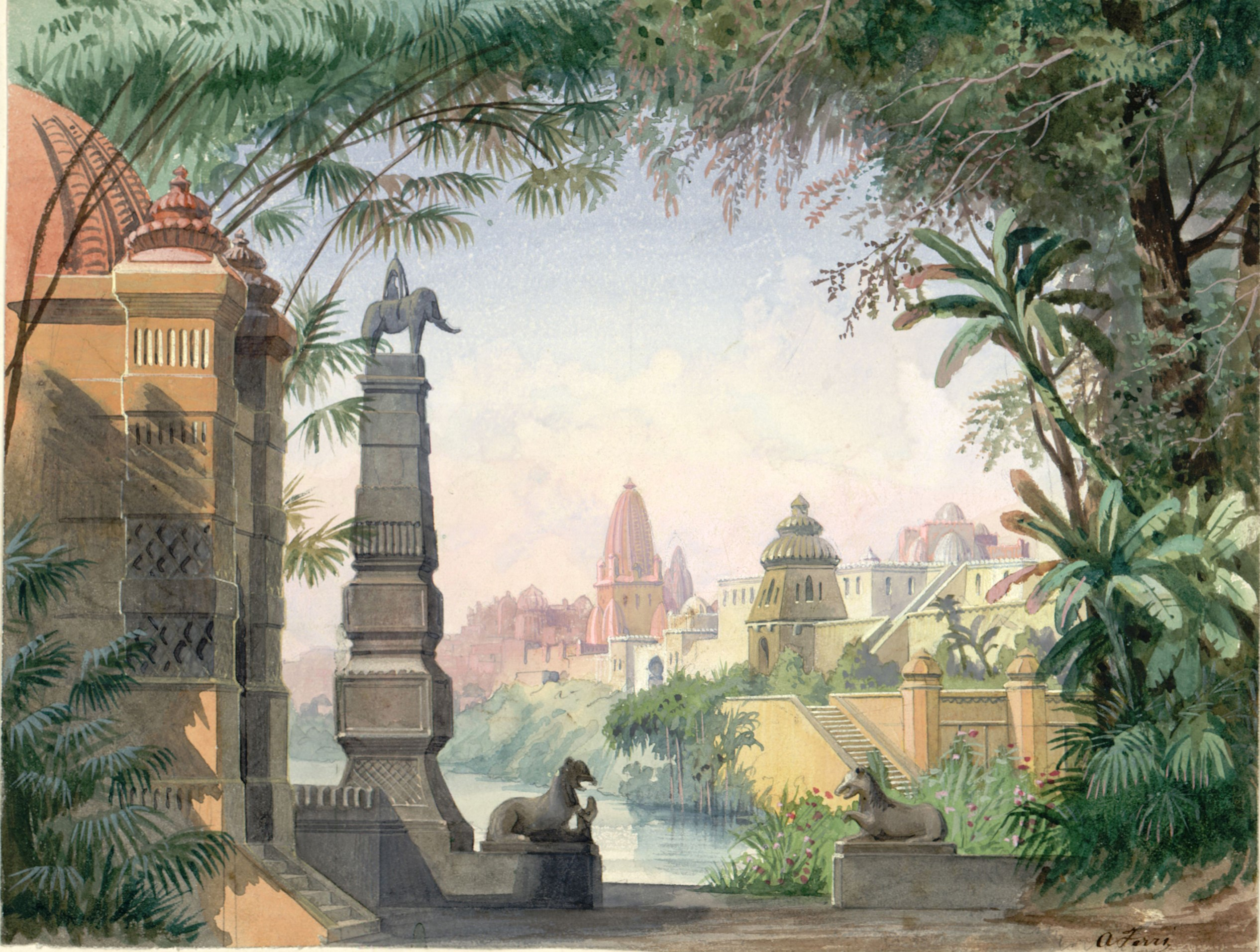
Croquis d'Augusto Ferri pour l'acte 1 du "Roi de Lahore" (1878). Devant le temple d'Indra, à Lahore. Au loin, sur une colline, des jardins et des immeubles de la ville, aux dernières heures de la journée. (Archives Ricordi).

L'action se passe en Inde à l'époque de l'invasion du sultan Mahmoud au XIe siècle.
La prêtresse Sita aime d'un amour partagé le roi Alim, mais elle est aussi convoitée par son ministre Scindia qui dénonce le sacrilège. Alim, pour expier sa faute, va combattre l'envahisseur et Scindia profite de la mêlée pour le frapper à mort. Il prend le pouvoir et contraint Sita au mariage. Cependant, au paradis d'Indra, Alim obtient de revenir sur terre comme simple mendiant à la condition de mourir en même temps que sa bien-aimée.
Lors du mariage de Sita et Scindia, Alim apparait et dénonce les crimes de ce dernier. Sita le reconnait et s'enfuit avec lui, mais ils sont découverts. Sita se tue et Alim meurt avec elle : tous deux montent au paradis des bienheureux.

## Historique
Massenet s'est habilement tiré du genre inhérent du Grand Opéra et emploie un orchestre élargi incluant le saxophone. L'œuvre vaut pour ses pages mélodiques dépeignant les passions humaines. Pour Le Paradis d'Indra, Massenet a réutilisé des pages de son opéra La Coupe du Roi de Thulé, qu'il avait composé à l'occasion d'un concours organisé par Napoléon III.

## Discographie sélective
- 1979 - Joan Sutherland (Sita), Luis Lima (Alim), Sherrill Milnes (Scindia), James Morris (Timour), Huguette Tourangeau (Khaled), Nicolai Ghiaurov (Indra) - London Voices, National Philharmonic Orchestra, Richard Bonynge - Decca

## Sources
- Roland Mancini et Jean-Jacques Rouveroux, Le guide de l'opéra, Fayard, 1986.  (ISBN 2-213-01563-5)